# Cercadillo (Cayey)
Cercadillo es un barrio ubicado en el municipio de Cayey en el estado libre asociado de Puerto Rico. En el Censo de 2010 tenía una población de 820 habitantes y una densidad poblacional de 106,39 personas por km².

## Geografía
Cercadillo se encuentra ubicado en las coordenadas 18°4′1″N 66°11′44″O / 18.06694, -66.19556. Según la Oficina del Censo de los Estados Unidos, Cercadillo tiene una superficie total de 7.71 km², que corresponden a tierra firme.

## Demografía
Según el censo de 2010, había 820 personas residiendo en Cercadillo. La densidad de población era de 106,39 hab./km². De los 820 habitantes, Cercadillo estaba compuesto por el 82.68% blancos, el 8.17% eran afroamericanos, el 0.49% eran amerindios, el 0.12% eran asiáticos, el 3.9% eran de otras razas y el 4.63% pertenecían a dos o más razas. Del total de la población el 98.9% eran hispanos o latinos de cualquier raza.